# Jacqueline Carey
Jacqueline Carey (Highland Park, 1964) è una scrittrice statunitense, nota principalmente come autrice di romanzi del genere fantasy.

## Biografia
Jacqueline Carey. nata nell'Illinois, ha frequentato il Lake Forest College conseguendo la laurea in psicologia e letteratura inglese. Durante l'università, ha lavorato per sei mesi in una biblioteca; in questo periodo ha deciso di scrivere come professione. Ha iniziato la sua carriera scrivendo mentre lavorava al centro d'arte di un college locale. Il successo è arrivato solo dieci anni più tardi, con la pubblicazione del suo primo romanzo, Il dardo e la rosa, nel 2001.
Vive nel Michigan.
Il suo primo romanzo, Il dardo e la rosa, pubblicato nel 2001, è stato vincitore nel 2002 del Locus Award per la migliore opera prima. La trilogia di Kushiel, composta anche da La prescelta e l'erede e da La maschera e le tenebre, racconta le avventure di Phèdre, una cortigiana e spia che vive nel mondo fantastico di Terre d'Ange. Questo regno, che per alcuni aspetti si ispira liberamente alla Francia medioevale, è nato dal passaggio di angeli sulla terra. Gli abitanti di queste terre discendono infatti dall'unione di questi esseri immortali e degli umani nativi. Il culto diffuso è quello di Elua, il cui principale precetto è "Ama a tuo piacimento".
Con la seconda trilogia, continua la saga di Kushiel e il protagonista diventa Imriel, terzo in linea di discendenza per il trono di Terre d'Ange e figlio adottivo di Phèdre. 
La trilogia di Imriel è già stata pubblicata in lingua originale tra il 2006 e il 2008. In Italia, l'editrice Nord, che cura la pubblicazione delle trilogie della Carey, ha deciso di suddividere ogni romanzo in due libri. Così nel 2009 è uscito il primo volume "Il trono e la stirpe" e nel 2010 il seguito "Il sangue e il traditore", che compongono Kushiel's Scion. Kushiel's Justice, invece, è composto da "Il principe e il peccato" (2010) e "La sposa e la vendetta" (2011). L'uscita degli ultimi due volumi che compongono Kushiel's Mercy è avvenuta nel 2011 e nel 2012. La pubblicazione della traduzione italiana della trilogia di Moirin è iniziata nel 2012 con "Il dono e il sacrificio" e proseguita nel 2013 con "La fiamma e la guerriera".
La seconda serie Fantasy di Jacqueline Carey è The Sundering e comprende i romanzi Banewreaker e Godslayer.

## Opere

### Narrativa
Trilogia di Phèdre
- Il dardo e la rosa (Kushiel's Dart, 2001)
- La prescelta e l'erede (Kushiel's Chosen, 2002)
- La maschera e le tenebre (Kushiel's Avatar, 2003)

Trilogia di Imriel
- Il trono e la stirpe - Il sangue e il traditore (Kushiel's Scion, 2006)
- Il principe e il peccato - La sposa e la vendetta (Kushiel's Justice, 2007)
- Il bacio e il sortilegio - La spada e la promessa (Kushiel's Mercy, 2008)

Trilogia di Moirin
- Il dono e il sacrificio - La fiamma e la guerriera (Naamah's Kiss, 2009)
- Naamah's Curse, 2010
- Naamah's Blessing, 2011

Serie di The Sundering
- Banewreaker (2004)
- Godslayer (2005)

#### Racconti
- The Isle of Women (in Emerald Magic: Great Tales of Irish Fantasy (2004), a cura di Andrew Greeley)
- Jazznight in I-94: A Collection of Southwest Michigan Writers (1997)

#### Racconti pubblicati solo online
- "Earth Begotten"
- "The Peacock Boy" in The Scroll (1995) a cura di Thom O'Connor
- "Actaeon" in The Scroll (1995)
- "The Antedivulians", Prisoners of the Night numero 9, 1995
- "In the City" in Quanta (1995), a cura di Daniel K. Appelquist
- "Bludemagick" in InterText (numero 26, luglio-agosto 1995), a cura di Jason Snell
- "What Bled Through the Wall" in Clique of the Tomb Beetle (1996)

### Altri libri
- Angels: Celestial Spirits in Legend & Art (1997)